# خوسيه لويس كالديرون
خوسيه لويس كالديرون (بالإسبانية: José Luis Calderón)‏ (24 أكتوبر 1970 في الأرجنتين - ) هو لاعب كرة قدم أرجنتيني في مركز الهجوم. شارك مع منتخب الأرجنتين لكرة القدم. أما مع النوادي، فقد لعب مع أرجنتينوس جونيورز وأرسنال ساراندي وإستوديانتيس دي لا بلاتا وإنديبندينتي ونادي أطلس ونادي أمريكا ونادي نابولي وDefensores de Cambaceres ‏.

## وصلات خارجية
- خوسيه لويس كالديرون على موقع الاتحاد الدولي (مؤرشف)  (الإنجليزية)
- خوسيه لويس كالديرون على موقع إي إس بي إن إف سي (الإنجليزية)
- خوسيه لويس كالديرون على موقع قاعدة بيانات كرة القدم.إي يو (الإنجليزية)
- خوسيه لويس كالديرون على موقع ناشيونال فوتبول تيمز (الإنجليزية)